# Province des îles Loyauté
La province des îles Loyauté est une des trois provinces qui constituent la Nouvelle-Calédonie. Elle correspond à l'archipel des îles Loyauté, arc insulaire situé au nord-est de la Grande Terre et comprenant quatre îles disposées selon un axe sud-est - nord-ouest : Maré, Tiga, Lifou et Ouvéa.
Les îles font partie des aires coutumières Drehu (Lifou et Tiga), Iaai (Ouvéa) et Nengone (Maré).

## Histoire

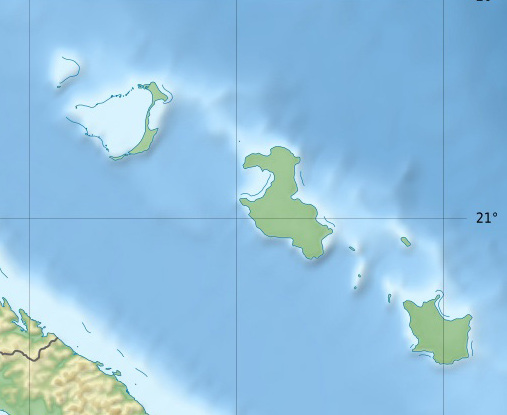
Carte physique des îles Loyauté.

### Avant les Européens
Des poteries de type Lapita (dont les dates d'utilisation, d'après les sources archéologiques découvertes, vont du IIe millénaire av. J.C. au Ier siècle) ont été retrouvées sur deux sites aux îles Loyauté : Luecilla à Lifou et Patho à Maré. C'est vraisemblablement par la suite, à partir du début de notre ère, que la culture kanak commence à se développer, issue probablement du développement d'une différenciation régionale de plus en plus poussée au sein des populations austronésiennes de tradition Lapita et de nouveaux apports de populations venant des îles Salomon ou du Vanuatu et issues de la première vague de peuplement de l'Océanie (dite du Sahul). Plus particulièrement, plusieurs récits issus de la tradition orale kanak font de plus état de migrations polynésiennes (surtout de Tonga, des Samoa, de Wallis et Futuna) vers les Îles Loyauté et l'île des Pins, potentiellement entre le XVIe siècle et le tout début du XIXe siècle. 
Ceci a permis de développer aux îles Loyauté une organisation clanique légèrement différente de celle de la Grande Terre. Avant l'arrivée des Européens, les clans sont généralement fédérés au sein d'une entité plus large organisée sur le plan politique, des « grandes chefferies » ou districts coutumiers qui s'apparentent déjà plus au système de la royauté polynésienne. De plus, la présence à Ouvéa d'une langue polynésienne, le faga uvea, variante dialectale du wallisien, témoigne de ces mouvements de population. Apparaissent ainsi une hiérarchisation et une spécialisation des clans en fonction des attributions qui leur sont confiées au sein de la grande chefferie : il existe ainsi notamment des clans des propriétaires fonciers, de la mer (regroupant les pêcheurs), de la magie et guerriers. Le grand-chef symbolise le district et assure la cohésion sociale et à ce titre, il est respecté et adulé par la population du district. Il est la référence, le chef des hommes et de la terre et tranche, en dernier ressort, en cas de litiges, tandis que les chefs de clan lui doivent obéissance et respect.

### Navigateurs européens et missionnaires
En 1793, le contre-amiral français Antoine Bruny d'Entrecasteaux, parti en 1791 à la demande de Louis XVI pour retrouver La Pérouse, passe au large de la Nouvelle-Calédonie, reconnaît la Côte Ouest de la Grande Terre et se serait arrêté notamment aux îles Loyauté. Dorothy Shineberg nous dit que ce groupe d'îles fut aperçu la même année par le navire marchand Britannia (Capitaine Raven) au cours d'un voyage de Sydney à Batavia (Jakarta). Plusieurs appellations sont alors données à ces îles par les marins passant au large, notamment Britannia tour à tour donné à l'actuelle Ouvéa, à Maré, ou à l'ensemble de l'archipel, tandis que le nom d'un autre bâtiment en expédition dans les mers du sud entre 1789 à 1790, le Loyalty (ou Loyalist, capitaine Jethro Daggett), commence à être utilisé pour désigner ce qui devient ainsi les Loyalty Island. Néanmoins, la découverte des îles par les Européens est généralement attribuée à l'explorateur français Jules Dumont d'Urville qui en assure la première exploration complète le 17 juin 1827 à bord de L'Astrolabe et en dresse la carte définitive après une deuxième expédition en 1840. Il retient les noms de Loyauté pour l'ensemble, de Britannia pour Maré, et baptise les deux autres îles principales Chabrol (Lifou, en l'honneur de Christophe de Chabrol de Crouzol, ministre français de la Marine de 1824 à 1828) et Halgan (Ouvéa, d'après l'amiral Emmanuel Halgan, directeur du personnel au ministère de la Marine de 1824 à 1831 et membre de la Chambre des députés de 1819 à 1830).
Au début du XIXe siècle, les îles Loyauté sont également un point de relâche pour les baleiniers qui viennent s'y approvisionner en vivres et en eau auprès des populations locales ou pour les santaliers, et qui favorisent l'usage des noms actuels des îles à partir de toponymes ou termes particuliers mélanésiens. S'y ajoutent un certain nombre de beachcomber, naufragés et autres aventuriers, essentiellement britanniques qui s'implantent dans l'archipel et se mêlent aux Kanak. Ceci explique la présence de quelques patronymes anglo-saxons répandus chez les Mélanésiens des îles : les Wright de Lifou et Maré (descendants du négociant anglais James Johnston Wright, installé à Chépénéhé à Lifou à partir de 1855, il épouse la fille aînée du petit-chef ; son fils, Henri Wright, s'est fixé pour sa part à Maré, tandis que les alliances contractées par ses filles ou petites-filles font de lui l'ancêtre de plusieurs grands-chefs : Henri et son fils Nidoïsh Naisseline à Guahma sur Maré, Paul puis Pascal Sihazé du Wet à Lifou, Henri puis Evanès Boula de Loessi à Lifou également), les Forrest ou Forest de Lifou (issus d'un aventurier américain installé vers le milieu du XIXe siècle à Lifou et dont peu de choses sont connues, et de ses quatre fils identifiés. L’un de ses fils a épousé Cakine Boula et est donc l'ancêtre de la lignée des grands-chefs de Loessi) ou les Streeter également sur Lifou.
L'influence européenne aux îles Loyauté se fait surtout sentir, et de manière durable, par l'action des missions, notamment protestantes. La London Missionary Society (LMS) envoie en 1841 deux pasteurs Samoans, Taniela et Tataïo, à Maré. L'année suivante, un autre missionnaire de la LMS, venu pour sa part des îles Cook, Fao ou Paoo, est envoyé à Lifou après une halte à Maré (il est accompagné jusqu'en 1845 du rarotongien Zakaria, avant que celui-ci ne soit renvoyé pour des affaires de mœurs). Il fonde le foyer Bethany / Béthanie, première école pastorale de l'archipel d'où sortent les premiers natas (pasteurs ou catéchistes en drehu) Kanak formés afin d'aider à l'évangélisation d'Ouvéa (à partir de 1856) et de la Grande Terre, voire dans les autres îles du Pacifique tels que les Nouvelles-Hébrides (actuel Vanuatu) ou la Papouasie-Nouvelle-Guinée, prêchant de manière itinérante en passant de tribu en tribu. Leur tâche est facilitée par la conversion d'autorités coutumières (Nidoïsh Naisseline à Maré en 1848, le grand-chef Boula de Loessi, ou angajoxu, à Lifou en 1851), même si les rivalités claniques ou conflits sociaux ou politiques peuvent parfois la ralentir (Fao doit se réfugier à Maré durant une guerre de succession après la mort du grand-chef Boula entre 1848 à 1849).
L'installation de missions catholiques maristes commence à la fin des années 1850 : le père Jean Bernard (1807-1878), assisté par le wallisien Siriano, s'implante à Ouvéa en 1857 ; le père Jean-Baptiste Fabvre (1823-1883) s'installe en 1858 dans la grande-chefferie de Gaitcha dans l'ouest puis à Eacho dans le Wet au nord ; le père François Beaulieu (1839-1926) fonde enfin en 1866 la mission de La Roche sur Maré. Pour faire face à ces nouveaux rivaux, les protestants organisent mieux leur action dans les Loyauté avec l'arrivée de pasteurs méthodistes anglais : Stephen Mark Creagh (1826-1902) et John Jones (1829-1908) s'installent à Maré en octobre 1854 ; Samuel Macfarlane (1837-1911) et William Baker (né en 1834) arrivent à Lifou en octobre 1859, Baker démissionnant dès 1861 pour être remplacé l'année suivante par James Sleigh (1818-1901) ; Samuel Ella (1823-1899) débarque à Ouvéa (où les catholiques ont pris l'ascendant) en 1864.
Les tensions religieuses s'ajoutent à des oppositions coutumières et aux rivalités franco-britanniques, entraînant le déclenchement de véritables « guerres de religion » entre tribus catholiques (avec maristes français) et protestantes (avec pasteurs anglais) dans les années 1860 et 1870, nécessitant l'intervention des autorités coloniales pour rétablir l'ordre, généralement en faveur des catholiques. Les sources sur cette période sont soit rares, soit particulièrement partiales (les premiers récits et travaux historiques ayant été réalisés par des religieux de l'un ou l'autre culte). À Lifou, les conflits durent réellement de mai 1864 à juin 1866, et sont marqués notamment en 1864 par la « bataille de Chépénéhé » entre Mélanésiens protestants et les troupes françaises du gouverneur Charles Guillain. Ce dernier demande à partir de 1867 le renvoi du révérend MacFarlane, qu'il qualifie d'agitateur et qui finit par quitter l'archipel en 1871 (il est remplacé par le révérend Creagh, dépêché depuis Maré). 
L'archipel est, de fait, rattaché, ou annexé, à la Nouvelle-Calédonie (Grande Terre) dès 1864-1865, en même temps que le premier bagne ouvre sur l'île Nou (Nouméa).
À Ouvéa, ce sont les catholiques, majoritaires, qui attaquent les protestants entre 1872 et 1875, ce qui entraîne l'envoi sur l'île des pasteurs Sleigh et Creagh de Lifou en l'absence du chef de la mission, le révérend Ella. 
À Maré, le père Beaulieu doit quitter l'île avec ses néophytes d'abord de janvier à mars 1870 pour se réfugier à Lifou, puis de manière plus durable à l'île des Pins à partir du mois de décembre de la même année, estimant « le gouvernement […] incapable de les protéger » contre les protestants. Il ne peut revenir à Medu qu'en septembre 1875, et finalement à La Roche en 1881, tandis que le pasteur Jones est expulsé sur ordre du gouvernement français en novembre 1884 (il essaye en 1887 de revenir dans l'île mais est à chaque fois éconduit par les autorités). Les tensions ne retombent véritablement qu'à la toute fin du XIXe siècle, notamment avec la rupture des missions protestantes avec la London Missionary Society (LMS) au profit de la Société des missions évangéliques de Paris (SMEP), ce qui supprime la question des rivalités nationales et donc la méfiance que pouvaient avoir les autorités françaises à l'encontre des pasteurs anglais.
À la mortalité induite de ces conflits, s'ajoutent, dès les premiers contacts avec les Européens dans les années 1840, un choc infectieux entraînant une série d'épidémies rapportées par la tradition orale (une à Maré et Lifou vers 1842, et la dysenterie qui frappe l'île principale en 1842 et 1845). Toutefois, l'absence de source fiable sur la population des îles avant 1870 empêche de connaître les réelles conséquences démographiques de ces épidémies aux Loyauté. Selon Christiane Kasarhérou-Leurquin, de 1840 à 1860, « Maré et Lifou connurent des épidémies de dysenterie et grippe, sans que l'on en connaisse les conséquences ». Quoi qu'il en soit, la relativement faible présence européenne en l'absence d'une colonisation de peuplement (contrairement à la Grande Terre) permet le maintien de la population mélanésienne à un niveau assez élevé et stable à la fin du XIXe siècle et au début du XXe siècle : elle passe d'un peu plus de 13 000 personnes en 1860-1870 à un peu moins de 12 000 personnes à partir de 1885, avec des variations peu marquées

### Réserves mélanésiennes intégrales
L'arrêté du 22 janvier 1868 crée le système des réserves : la propriété « incommutable, insaisissable et inaliénable » de ces domaines est reconnue aux tribus (les Kanaks ne peuvent ni les vendre, ni en acheter, mais sont aussi théoriquement protégés contre toute violation de terres). Si sur la Grande Terre la délimitation est faite de telle manière que certaines régions initialement concédées sont finalement retirées aux Mélanésiens au profit des colons, tandis que du bétail de ces derniers s'introduit régulièrement sur les terres coutumières et abîme les champs d'ignames et de taros, les îles Loyauté sont pour leur part définies comme des réserves intégrales et le restent (à l'exception d'une petite enclave prise au seul point de frontière commune entre les trois districts coutumiers de Lifou pour servir de centre administratif et militaire, Wé).
Il en résulte une préservation assez forte du mode de vie et des pratiques sociales traditionnelles des Kanak, avec pour principal changement l'apport du christianisme. De plus, l'importance de la religion réformée dans les îles a permis de préserver les pratiques des quatre grandes langues qui y sont parlées (le drehu de Lifou, le nengone de Maré, l’iaai et le faga uvea à Ouvéa), la prédication se faisant traditionnellement dans la langue locale : les missionnaires de la LMS puis de la SMEP ont ainsi défini le drehu, le nengone et l’iaai comme trois des quatre langues d'évangélisation en Nouvelle-Calédonie (la quatrième étant l’ajië de la région de Houaïlou). Les grands-chefs et chefs entretiennent des relations assez proches avec le gouvernement colonial français, lui servant de relais en échange de la garantie de leur autorité coutumière. Leurs enfants sont parmi les tout premiers à avoir la possibilité de suivre un enseignement primaire ou secondaire public à Nouméa (par exemple Henri Naisseline), tout particulièrement avec la mise en place à partir de la fin des années 1920 de la « nouvelle politique indigène» qui consiste notamment à former des « élites » mélanésiennes à la culture républicaine française. 
Les Loyaltiens contribuent de plus à l'effort de guerre lors des deux conflits mondiaux. Lors du premier, 348 des 1039 « volontaires mélanésiens » engagés dans le bataillon mixte du Pacifique à partir de 1916 (environ le tiers) viennent des îles Loyauté. Et sur les 359 Kanak tués au cours du conflit, 140 (39 %) étaient loyaltiens (dont les soldats ont donc eu un taux de mortalité de plus de 40 %). Réputés habiles marins, 22 d'entre eux s'illustrent notamment lors de l'expédition du croiseur Le Kersaint à Vladivostok en octobre 1918. Une fois rentrés dans leurs îles, les vétérans, touchant une pension payée par l'État et bénéficiant du prestige lié au voyage et aux actes de guerre, deviennent de véritable notables locaux,. Après l'éclatement de la Seconde Guerre mondiale et le ralliement à la France libre de la Nouvelle-Calédonie, à la suite d'une émeute de la population européenne de l'archipel le 19 septembre 1940 contre le gouverneur en place qui s'était prononcé en faveur du gouvernement de Vichy, Henri Naisseline de Maré est le premier chef coutumier kanak à signifier son soutien à Charles de Gaulle dans la lutte contre les puissances de l'Axe. Il fait ainsi hisser le drapeau français frappé de la croix de Lorraine à la tribu de Nétché le 11 octobre 1940 et y ouvre des listes d'engagement de volontaires pour ses « sujets » âgés de 18 à 45 ans, tout en lançant un appel radiophonique aux autres chefs le 16 octobre 1940 : « D’un regard clair et avec fierté, les indigènes de la Nouvelle-Calédonie libre doivent accourir aux côtés du général de Gaulle pour défendre l’honneur du drapeau tricolore qui représente l’esprit de la liberté et de la justice. » À la fin du mois de novembre, il débarque à Nouméa avec 80 volontaires Maréens. Montrant ainsi son patriotisme et son attachement à la République française, il espère toutefois une contrepartie à ce ralliement, à savoir l'obtention pour les Kanak après la fin du conflit de la citoyenneté française pleine et entière et donc l'abrogation totale du code de l'indigénat, comme il l'explique dans une lettre écrite le 31 octobre suivant au général de Gaulle : « J’ai lancé un appel à tous les indigènes de la Nouvelle-Calédonie. Notre couleur et notre langue ne sont pas françaises mais notre cœur l’est. Ces indigènes tous Français de cœur restent profondément attachés à la Mère Patrie […] Je vous demande de donner l’assurance qu’en reconnaissance de notre geste et le sacrifice de la vie de ceux qui, là-bas, vont sûrement tomber, qu’il nous soit donné la faculté d’accéder au titre de citoyen français »,. Il obtient gain de cause, puisque les Mélanésiens accèdent à la pleine citoyenneté (comme « tous les ressortissants des territoires d'outre-mer ») par la loi Lamine Guèye du 7 mai 1946.

### Vers la revendication identitaire puis indépendantiste
Par la suite, comme le reste du monde mélanésien, les îles Loyauté sont marquées par l'influence politique des deux associations créées en 1946-1947 pour défendre les intérêts kanak tout en étant liées aux missions : l'Union des indigènes calédoniens amis de la liberté dans l'ordre (UICALO, avec notamment le petit-chef de Banoutr et Ouloup sur Ouvéa Michel Kauma qui en est le vice-président à sa création, ou encore le grand-chef de Medu sur Maré Paul Jewine Katrei) catholique et l'Association des indigènes calédoniens et loyaltiens français (AICLF, avec par exemple James Haeweng de Lifou et Luther Enoka de Maré) protestante. Elles vont être à l'origine, avec le député Maurice Lenormand et plusieurs personnalités caldoches autonomistes, de la création en 1953 de l'Union calédonienne (UC). Ce parti, qui a pour slogan « Deux couleurs, un seul peuple », a dominé seul le Territoire de Nouvelle-Calédonie de 1953 à 1972 et reste toujours aujourd'hui la force politique dominante des îles Loyauté. Mais celles-ci connaissent également une forte implantation gaulliste, avec Henri Naisseline qui est, jusqu'en 1967, l'un des chefs de file de cette famille politique en Nouvelle-Calédonie, Robert Paouta qui est maire de Lifou de 1971 à 1983 mais également des dissidents de l'Union calédonienne (UC) en 1960 comme Michel Kauma ou Dick Ukeiwé. 
À la fin des années 1960 et au début des années 1970, de jeunes générations de Loyaltiens développent des revendications identitaires voire nationalistes, basées sur l'importance de la coutume et qui évoluent progressivement vers la défense de l'indépendance. C'est le cas de Nidoïsh Naisseline, fils et successeur du grand-chef Henri Naisseline, qui est de plus marqué par les idéaux marxistes-léninistes du mouvement de Mai 68, auquel il a participé pendant ses études en France métropolitaine. Il crée ainsi en 1969 un groupe d'étudiants mélanésiens clairement indépendantistes, en grande majorité loyaltiens, baptisés les « Foulards rouges ». Ils mènent des actions en faveur de la décolonisation de l'archipel, en concertation avec un autre mouvement d'étudiants kanak de gauche pour leur part surtout issus de la Grande Terre et plus axés sur les revendications foncières : le « groupe 1878 » d'Élie Poigoune. Ensemble, ils créent en 1975 le Parti de libération kanak (Palika). D'autre part, Yann Céléné Uregeï, moins marqué par les idées du socialisme mais se voulant lui aussi le défenseur de la décolonisation, est devenu le véritable chef de file des Loyaltiens de l'UC à partir de 1967. Il s'est éloigné peu à peu de la direction de ce parti, ne l'estimant pas assez zélé sur la question de l'autonomie et dans la défense des intérêts des Kanak, le considérant comme un « parti bourgeois », et en soutenant les actions radicales des groupes indépendantistes (« Foulards rouges » et « Groupe 1878 »). Il a finalement démissionné du camp majoritaire après avoir échoué à se faire reconnaître par lui comme son candidat pour prendre la présidence de l'Assemblée territoriale en septembre 1970, le perchoir revenant alors au calédonien de souche européenne Jean Lèques. Il est rejoint par d'autres personnalités mélanésiennes, notamment le membre du conseil de gouvernement (l'exécutif local) François Néoeré, Edmond Nekirai ou Willy Nemia, et, plus tard, en 1972, par Théophile Wakolo Pouyé, figure historique de l'UC sur la côte est, et ensemble ils fondent l'Union multiraciale (UMNC). Lors des élections territoriales du 10 septembre 1972, la liste menée par Yann Céléné Uregeï obtient 3 des 5 sièges à pourvoir dans les îles Loyauté, les 2 restants revenant à l'UC. Initialement autonomiste, Yann Céléné Uregeï finit par prendre officiellement position pour l'indépendance en 1975 et transforme son Union multiraciale en Front uni de libération kanak (FULK). Celui-ci va participer à la création du Front indépendantiste (FI) puis du Front de libération nationale kanak et socialiste (FLNKS). Il en incarne l'une des composantes de la base loyaltienne avec l'UC qui a aussi basculé vers l'indépendantisme en 1977 sous la conduite du maire de Hienghène Jean-Marie Tjibaou et est à partir de là dirigée dans les Îles par Yeiwéné Yeiwéné, et le Palika de Nidoïsh Naisseline. Celui-ci, qui a adopté une position de plus en plus modérée quant aux moyens d'accéder à l'indépendance (par la négociation) et est en désaccord avec la stratégie de son parti de boycott des élections nationales (présidentielles et législatives), fait dissidence et crée en 1981 le mouvement Libération kanak socialiste (LKS) qui récupère l'essentiel de l'électorat du Palika aux Îles Loyauté : membre du FI, il ne rejoint pas à sa création en 1984 le FLNKS car il désapprouve son passage dans la clandestinité et sa stratégie de lutte. 
Pendant la période des « Événements », qui voient s'affronter violemment partisans et opposants à l'accès à la pleine souveraineté de la Nouvelle-Calédonie entre 1984 et 1988, les Îles Loyauté sont un fief indépendantiste. Le sénateur Dick Ukeiwé, un des cadres mélanésiens du principal mouvement dit « loyaliste » (ou anti-indépendantiste), le Rassemblement pour la Calédonie dans la République (RPCR), est ainsi empêché d'atterrir à deux reprises en 1985 sur son île natale, Lifou : le 23 février, puis à nouveau au début du mois de juillet suivant. Mais surtout, c'est aux îles Loyauté que la violence culmine, avec l'épisode de la prise d'otages d'Ouvéa en avril-mai 1988, qui pousse les dirigeants des deux camps (Jean-Marie Tjibaou et le député Jacques Lafleur) à négocier entre eux et avec l'État un retour à la paix civile concrétisé par la signature des accords de Matignon-Oudinot de juin et août 1988. C'est à nouveau à Ouvéa que Jean-Marie Tjibaou et Yeiwéné Yeiwéné sont assassinés le 4 mai 1989 par un militant du FULK (qui s'est opposé aux accords), Djubelly Wéa. D'autres conflits, à la fois politiques et coutumiers, ont ensuite émaillés l'histoire des îles Loyauté, avec désormais des rivalités entre indépendantistes. Le FULK n'est plus « invité » aux congrès du FLNKS à partir de 1989 et quitte ce dernier en 1992 en prenant le nom (momentanément) de Congrès populaire du peuple kanak (CPPK), mais il ne va jamais retrouver l'audience qu'il a pu avoir par le passé aux Îles. De plus, Lifou va connaître une série d'« événements coutumiers » en 1991 et 1992, entre partisans du maire UC Cono Hamu et ceux des droits coutumiers, avec pour point de départ un litige sur la construction du port de Wé : des cases sont incendiées, des « tabassages » et échanges de coups de feu ont lieu. D'autre part, la question de l'exode des actifs vers les bassins d'emplois (mines de la Grande Terre et Grand Nouméa), commencé dès 1945 et développé réellement durant l'époque du « boom du nickel » (1969-1973), et du désenclavement des îles (par l'avion ou le bateau) deviennent à partir des années 1990 les enjeux majeurs de la politique aux Loyauté.

### Régionalisation puis provincialisation
La Nouvelle-Calédonie a été pour la première fois divisée en plusieurs subdivisions administratives internes par le statut Fabius-Pisani mis en place par la loi du 23 août 1985 : ce sont les régions Sud, Centre, Nord et Îles Loyauté. Elles sont remplacées, sous le statut Pons II mis en place en janvier 1988, par quatre nouvelles régions : Sud, Ouest, Est et Îles.  
Mais les provinces actuelles, dont la province des Îles, ne sont créées qu'à la suite des accords de Matignon de 1988, par la loi no 88-1028 du 9 novembre 1988 portant dispositions statutaires et préparatoires à l'autodétermination de la Nouvelle-Calédonie en 1998 (Art. 6), et sont maintenues, après l'accord de Nouméa, par la loi no 99-209 organique relative à la Nouvelle-Calédonie (Titre IV).

## Géographie

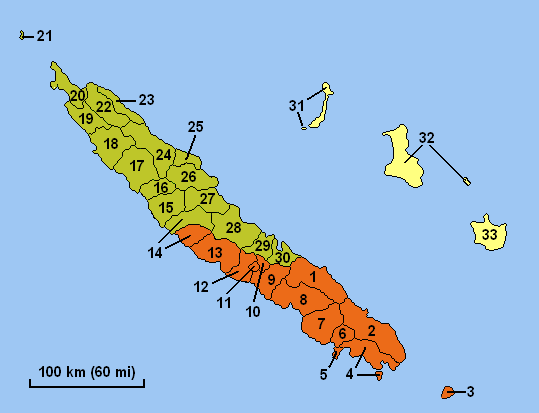
Carte des subdivisions administratives de la Nouvelle-Calédonie
Îles Loyauté
31. Ouvéa
32. Lifou
33. Maré

La province des îles Loyauté correspond à l'archipel du même nom, composé de trois îles principales, Maré, Lifou et Ouvéa, et une de taille plus réduite, Tiga. Elles sont situées en mer de Corail, entre 100 et 150 km (entre 54 et 80 milles marins) de la côte nord-est de la Grande Terre, et à 272 km (environ 170 milles marins) à l'ouest-sud-ouest de l'île d'Anatom, au Vanuatu. 
Ce sont des îles hautes carbonatées constituant la partie émergée de la ride des Loyauté, ancien arc volcanique intra-océanique datant de l'Éocène né des effets d'une subduction à plongement vers l'est, réaffecté ensuite par un magmatisme de type « point chaud » aux époques Oligo-miocène. La ride a connu trois phases tectoniques principales : la formation d'abord d'un graben axial, suivi d'un événement compressif correspondant à l'obduction de l'éocène supérieur connue par la Grande Terre, et finalement la collision avec l'arc des Nouvelles-Hébrides. Les îles constituent donc les sommets de cette ride qui ont progressivement émergé à partir du Pléistocène en raison de la proximité de la zone de subduction de la fosse des Nouvelles-Hébrides (où la plaque australienne plonge sous la plaque des Nouvelles-Hébrides) qui entraîne un bombement de la croûte océanique de la plaque australienne, dernier épisode tectonique définissant la ride actuelle des îles Loyauté.
Ce bombement, l'installation au niveau du littoral, au moment de l'émersion, de récifs coralliens recouvrant le calcaire à rhodolites qui constitue la base du sol des îles, puis l'érosion, sous l'effet de la pluie ou de l'infiltration d'eaux de mer, du plateau calcaire, a donné naissance à un important réseau karstique et explique l'aspect chaotique du relief des îles qui, bien que très peu élevé (culminant à 138 m à Maré, à 104 m à Lifou et à 42 m à Ouvéa), donne naissance à de nombreuses falaises et terrasses en bord de mer et à de véritables gouffres à l'intérieur des terres. 
D'un autre côté, si cette porosité du sol a empêché la présence d'un réseau hydrographique, les eaux de pluie issues des importantes précipitations que connaissent les îles s'infiltrant en effet directement dans le sol, elle a permis l'apparition de véritables « lentilles d'eau douce », chaque île comportant ainsi une petite nappe phréatique d'eau douce, ou saumâtre à Ouvéa, « flottant » au-dessus de l’eau salée, grâce à sa plus faible densité et à la faible miscibilité des deux liquides. Quoi qu'il en soit, la question de l'approvisionnement en eau douce et de la gestion des réserves des nappes est une question importante aux îles Loyauté, avec l'installation de citernes pour recueillir les eaux de pluie ou d'une usine de dessalement à Ouvéa. 
Maré, la première à s'être formée, semble déjà avoir dépassé l'axe du bombement de la lithosphère et entamé son plongeon vers la zone de subduction, quand les autres îles continuent encore leur ascension. En revanche, Ouvéa est la dernière à avoir entamé ce processus, et semble être actuellement dans la même position qu’occupait Lifou et Maré il y a quelques centaines de milliers d’années, d'où sa faible surface émergée et ses altitudes encore moins élevées que les autres îles, tandis qu'une grande partie de son plateau central est encore submergé et lui permet d'être la seule île Loyauté à posséder un lagon qui lui est propre.
Exposées aux vents dominants (est-sud-est), les îles Loyauté possèdent une pluviométrie importante, avec une moyenne de 1 600 mm par an. Ceci donne naissance à une végétation dense de type tropical. 
Avec 1 980,9 km2, elle est la moins étendue des trois provinces. La plus grande des quatre îles, Lifou, avec 1 196,1 km2 environ, est plus vaste que la Martinique ou que Tahiti. Vient ensuite Maré (641,7 km2), Ouvéa (132,1 km2) et enfin Tiga (11 km2).
Elle ne comprend que trois communes, à savoir, du sud au nord :
- Maré,
- Lifou (le chef-lieu, la plus grande et la plus peuplée des communes, elle comprend, outre l'île éponyme, Tiga),
- Ouvéa (la moins peuplée, mais néanmoins la plus dense, étant la quatrième commune la plus dense du territoire, après Nouméa, Dumbéa et le Mont-Dore, avec 26 hab km2).

### Liste des îles
- Îles de Lifou :
  - Récif Jouan
  - Lifou
  - Tiga (ou île Boucher)
  - Île Vauvilliers (ou Nië)
  - Île Oua (ou île Laîné)
  - Île Léliogat (ou île Hamelin)
- Îles de Maré :
  - Maré
  - Île Dudune (ou île Molard)
- Îles d’Ouvéa :
  - Île Beautemps-Beaupré (ou Heo)
  - Ouvéa
  - Pléiades du Nord :
    - Île Anemeec
    - Île Angeu (ou Agnehu)
    - Île Haute (ou Bagao)
    - Hnyeekon Puu
    - Hoo Loom (ou île Holo)
    - Île Jehuten
    - Les Jumeaux
    - Motu Awa
    - Motu Fatu
    - Motu Niu
    - Motu Veiloa
    - Motu Waaunyi
    - Île de la Table
    - Île de la Tortue
    - Île Waadeu (ou Wadea)
    - Île Wenyook (ou Wegnec)

  - Pléiades du Sud :
    - Île Angemeec (ou Anematch)
    - Banya Nord
    - Banya Sud
    - Île Gece
    - Île Gee (ou Gue)
    - Île de Long Island (ou Bagaat)
    - Île Metouaine
    - Motu Waaunyi
    - Île Su (ou Sou)
    - Île Ujeeteetr (ou Dietetch)

  - Unyee

## Démographie
Elle est, et d'assez loin, la moins peuplée des trois provinces, avec 18 353 habitants en 2019. Elle est toutefois plus densément peuplée que la province Nord, avec 9,3 hab km2, tout en se situant désormais en dessous de la moyenne de la densité de l'ensemble de la Nouvelle-Calédonie, rassemblant alors 6,8 % de la population totale sur un peu plus d'1/10e de sa superficie. Les Kanak y forment l'essentiel de la population, les îles Loyauté n'ayant jamais fait l'objet de l'installation de colons. Au recensement de 2009, les Mélanésiens constituaient toujours 96,6 % de la population. Les Européens, présents à seulement 2 %, sont surtout des fonctionnaires employés dans l'administration territoriale (au sein des services du Commissaire délégué du gouvernement dans la province) ou judiciaire (avec l'antenne du tribunal de Nouméa), des gendarmes, des ecclésiastiques ou encore des enseignants, et sont donc essentiellement concentrés à Wé, le centre administratif de Lifou.
La part relative de la population loyaltienne au sein de la population totale n'a cessé de s'affaiblir, et pour la première fois a décru entre les recensements de 2004 (à l'époque elle contenait encore 22 080 habitants, soit 9,57 % de la population totale) et de 2009 (redescendant alors à 17 436 habitants), période de cinq ans pendant laquelle elle perd 4 644 résidents (une décrue globale de 21,03 % et une moyenne de -4,2 % chaque année). C'est surtout un solde migratoire largement négatif qui explique cette déprise démographique, puisqu'il était encore de -152 personnes en 2007, du fait de la forte migration des jeunes actifs vers la province Sud, et plus particulièrement le Grand Nouméa, plus attractif et pourvoyeur d'emplois. Et contrairement à la province Nord, aucun projet économique d'envergure n'a permis de renversement progressif de ce flux, ou tout du moins de retenir les travailleurs loyaltiens dans les îles. Cet exode rural est à l'origine de la situation inédite qui fait que désormais, il y a plus d'inscrits sur les listes électorales des îles que d'habitants recensés dans celle-ci (pour les élections provinciales du 10 mai 2009, il y avait 19 607 inscrits aux Loyauté). Cela provoque des problèmes dans l'organisation et la gestion du scrutin du fait du nombre important de procurations, à l'origine de l'annulation des opérations électorales de 1999 puis de 2009 notamment.
Seul un accroissement naturel qui reste élevé permet encore à la province de gagner des habitants, mais celle-ci est en train de terminer, plus tardivement que les deux autres provinces, sa transition démographique. Ainsi, l'excédent naturel s'affaiblit quelque peu (l'accroissement naturel par an étant compris entre 240 et 340 personnes supplémentaires entre 2002 et 2008, ce qui reste fort mais moins que les 400 à 540 individus supplémentaires par an connus de 1981 à 2002). La mortalité s'est stabilisée à un niveau bas, et la natalité reste toujours dynamique mais décroissante (le taux de fécondité, à 2,38 enfants par femme en 2007, reste plus élevé que dans les autres provinces et largement au-dessus du seuil de renouvellement des générations, mais largement inférieur aux taux de 2001, où il s'établissait à pratiquement quatre enfants par femme, ou aux six enfants par femme du début des années 1980). 
Quoi qu'il en soit, les Îles Loyauté conservent une population particulièrement jeune, avec toutefois un vieillissement progressif : si les moins de 20 ans constituaient encore 46 % de l'ensemble des habitants en 2004, ils n'en représentaient plus en 2009 que 42 %. La part des plus de 60 ans, quant à elle, augmente, passant de 8,88 % en 2004 à 10,11 % en 2009. La pyramide des âges est nettement triangulaire, mais présente des creux pour les classes d'âge des 0-5 ans (en raison de la baisse de la natalité depuis le début des années 2000, conséquence directe du départ des jeunes actifs depuis le début des années 1990 pour le Sud) et des 25-35 ans, tandis que le sommet de la pyramide s'élargit. Cette évolution s'explique par une hausse de l'espérance de vie (s'établissant encore à 59,7 ans pour les hommes et 70,4 ans pour les femmes, soit 64,7 ans pour l'ensemble, en 1981, elle est en 2008 de 71,4 pour les hommes, 79,2 pour les femmes et de 75,1 ans pour la totalité de la population, elle est plus élevée que dans le Nord et a rattrapé le niveau de celle du Sud) et le départ des jeunes actifs pour la province Sud).
| 1956   | 1963   | 1969   | 1976   | 1983   | 1989   |
| ------ | ------ | ------ | ------ | ------ | ------ |
| 10 878 | 11 409 | 12 248 | 14 518 | 15 510 | 17 912 |

| 1996   | 2004   | 2009   | 2014   | 2019   | - |
| ------ | ------ | ------ | ------ | ------ | - |
| 20 877 | 22 080 | 17 436 | 18 297 | 18 353 | - |

| Hommes | Classe d’âge | Femmes |
| ------ | ------------ | ------ |
| 0,06   | 90 et plus   | 0,2    |
| 0,52   | 80-89        | 1,52   |
| 2,63   | 70-79        | 3,38   |
| 5,7    | 60-69        | 6,22   |
| 9,21   | 50-59        | 8,94   |
| 11,66  | 40-49        | 11,77  |
| 13,66  | 30-39        | 14,42  |
| 13,94  | 20-29        | 12,16  |
| 22,02  | 10-19        | 20,36  |
| 20,6   | 0-9          | 21,04  |

## Institution et politique
5e mandat
2019 - 2024
La province des Îles est gérée par une assemblée de province qui siège à Wé sur Lifou. Initialement composée de sept membres de 1989 à 1999, elle comporte aujourd'hui quatorze élus, dont sept siègent également au Congrès de la Nouvelle-Calédonie. Elle est élue pour un mandat de cinq ans au suffrage universel direct et au scrutin proportionnel plurinominal à un tour. Elle élit ensuite en son sein un président (qui doit être élu, lors des deux premiers tours de scrutin, à la majorité absolue, puis à la majorité simple au troisième tour) et trois vice-présidents. 
La province des Îles est majoritairement indépendantiste et dominée par la gauche locale. Ainsi, fief du Front de libération nationale kanak et socialiste (FLNKS) depuis sa création en 1989, elle a toujours connu, lors des élections, une multitude de listes indépendantistes qui coopèrent ensuite largement au sein de l'assemblée. Et si les anti-indépendantistes ont toujours bénéficié de la présence d'au moins deux élus, ils sont désormais absents de l'assemblée provinciale depuis les élections provinciales du 10 mai 2009, du fait de leur division en trois listes distinctes. 

### Mandature actuelle (2019-2024)
Depuis mai 2019, l'assemblée de la province des îles Loyauté est ainsi constituée : 
- Président :

1. Jusqu'au 26 novembre 2024 : Jacques Lalié (FLNKS-Union calédonienne-UC Renouveau).
2. Depuis le 27 décembre 2024 : Mathias Waneux (FLNKS-UC)

- 1er vice-président :

1. Jusqu'au 27 décembre 2024 : Robert Kapoeri (FLNKS-Palika)
2. Depuis le 27 décembre 2024 : Néko Hnepeune (FLNKS-UC, ancien président de 2004 à 2019, maire de Lifou de 2001 à 2014 et depuis 2023).

- 2e vice-présidente : Julienne Lavelloi (FLNKS-UC)
- 3e vice-présidente : Omayra Naisseline (LKS).
- Membres par formation politique : 
  - FLNKS : dix élus dont :
    - UC (chef de groupe : Isabelle Bearune) : six élus.
    - Palika (chef de groupe : Charles Washetine)  : quatre élus.

  - LKS (chef de groupe : Omayra Naisseline) : deux élus.
  - Parti travailliste (chef de groupe : Kadrilé Wright) : deux élus.

### Quatrième mandature (2014-2019)
En mai 2014, l'assemblée de la province des îles Loyauté était ainsi constituée : 
- Président : Néko Hnepeune (FLNKS-Union calédonienne, maire de Lifou de 2001 à 2014).
- 1er vice-président : Charles Washetine (FLNKS-Palika)
- 2e vice-président : Basile Citré (LKS, maire de Maré de 2001 à 2014)
- 3e vice-présidente : Vitaline Waguéta (FLNKS-UC).
- Membres par formation politique : 
  - FLNKS : huit élus dont :
    - UC (chef de groupe : -) : six élus.
    - Palika (chef de groupe : Charles Washetine)  : deux élus.

  - LKS (chef de groupe : Basile Citré) : deux élus.
  - Parti travailliste (chef de groupe : Louis Kotra Uregei) : deux élus.
  - Union pour construire les Loyauté (UCL, chef de groupe : Jacques Lalié) : deux élus dont : 
    - UC Renouveau : un élu (Jacques Lalié).
    - Parti travailliste dissidente : une élue (Henriette Pujapujane).

### Troisième mandature (2009-2014)
En mai 2009, l'assemblée de la province des îles Loyauté était ainsi constituée : 
- Président : Néko Hnepeune (FLNKS-Union calédonienne, maire de Lifou depuis 2001).
- 1er vice-président : Jacqueline Deteix (FLNKS-UC)
- 2e vice-président : Nidoïsh Naisseline (LKS)
- 3e vice-président : Christine Cica (FLNKS-UC).
- Membres par formation politique : 
  - Majorité UC-LKS : huit élus :
    - FLNKS-UC : six élus.
    - LKS : deux élus.

  - FLNKS-UNI : quatre élus :
    - Palika : deux élus.
    - UC Renouveau : un élu (Jacques Lalié).
    - FDIL : un élu (Cono Hamu).

  - Parti travailliste : deux élus.

Les résultats des élections provinciales du 10 mai 2009 dans la province sont toutefois annulés par le Conseil d'État le 16 octobre suivant, du fait d'une « accumulation d’irrégularités, d’une ampleur particulièrement significative », notamment dans la rédaction des procès verbaux des bureaux de dépouillement (oubli de mentions de votes par procuration, ou au contraire nombre de procurations notées supérieur à celles octroyées) ou par le nombre particulièrement élevé de procurations (de l’ordre de 60 à 80 % des électeurs dans certains bureaux de vote). Le Conseil d'État avait été saisi au lendemain du scrutin par le Parti travailliste. C'est la deuxième fois en dix ans que le vote des îles est annulé, et de plus en plus d'hommes politiques loyaltiens se sont prononcés en faveur de l'ouverture d'un bureau de vote spécial pour les îliens « expatriés » à Nouméa[réf. nécessaire].
Lors des élections anticipées du 6 décembre 2009, les listes UC-FLNKS, LKS-Dynamique autochtone et Parti travailliste sont conservées pratiquement à l'identique par rapport à l'élection du 10 mai et gardent les mêmes têtes de liste (respectivement Néko Hnepeune, Nidoïsh Naisseline et Louis Kotra Uregei). En revanche, la liste d'union UNI se divise en deux avec d'une part le Palika cette fois tirée par l'ancien membre du gouvernement Charles Washetine, dont l'absence avait été particulièrement remarquée aux élections de mai, et d'autre part « l'Union nationale pour le renouveau » tiré par la tête de liste de mai Jacques Lalié en réunissant les deux composantes de l'ancienne UNI non membres du FLNKS, à savoir l'UC Renouveau de Lalié et le FDIL de Cono Hamu (numéro trois sur la liste), ainsi que des dissidents du Palika comme Éliane Waitronyie Caihé (numéro deux). Les non-indépendantistes pour leur part, échaudés par leur division en trois formations en mai, ce qui avait entraîné la perte de toute représentation à l'assemblée de province, décident de s'unir sous le nom de « Les îles pour tous » et la conduite du sénateur Simon Loueckhote (qui avait mené toutes les listes du RPCR de 1989 à 2004 mais avait décidé en 2008 de fonder son propre parti, le LMD, et de se présenter sur une liste commune avec l'Avenir ensemble de Harold Martin en mai).
La nouvelle assemblée, en place à partir de décembre 2009, était ainsi constituée : 
- Président : Néko Hnepeune (FLNKS-Union calédonienne, maire de Lifou depuis 2001).
- 1er vice-président : Jacqueline Deteix (FLNKS-UC)
- 2e vice-président : Nidoïsh Naisseline (LKS)
- 3e vice-président : Éliane Waitronyie Caihé (UNR-Palika).
- Membres par formation politique : 
  - Majorité UC-LKS-UNR : dix élus :
    - FLNKS-UC (Chef de groupe : Damien Yeiwéné) : six élus.
    - LKS (Chef de groupe : Nidoïsh Naisseline) : deux élus.
    - UNR (Chef de groupe : Jacques Lalié) : deux élus dont :
      - UC Renouveau : un élu (Jacques Lalié).
      - Palika diss. : une élue (Éliane Waitronyie Caihé).

  - Parti travailliste (Chef de groupe : Louis Kotra Uregei) : quatre élus.

### Deuxième mandature (2004-2009)
- Président : Néko Hnepeune (FLNKS-Union calédonienne), maire de Lifou (2001-2014).
- 1er vice-président : Boniface Ounou (FLNKS-UNI-Palika), maire d'Ouvéa (2001-2008)
- 2e vice-président : Nidoïsh Naisseline (LKS)
- 3e vice-président : Cono Hnaéjé Hamu (Front pour le développement des îles Loyauté FDIL, ex-FCCI).
- Membres par formation politique : 
  - FLNKS-Union calédonienne (indépendantistes) : quatre élus.
  - LMD (ex-Rassemblement-UMP et ex-RPC, anti-indépendantistes) : deux élus.
  - FLNKS-UNI-Palika (indépendantistes) : deux élus.
  - LKS (indépendantistes) : deux  élus.
  - FDIL (ex-FCCI, indépendantistes) : deux élus.
  - UC Renouveau (indépendantistes) : deux élus.

### Première mandature (1999-2004)
De 1999 à 2000, l'assemblée de la province des îles Loyauté était ainsi constituée : 
- Président : Robert Xowie (FLNKS-Union calédonienne, maire de Lifou de 1995 à 2001)
- 1er vice-président : Jean-François Lalié (FLNKS-UNI-Palika)
- 2e vice-président : Damien Yeiwéné (FLNKS-UC)
- 3e vice-président : Albert Ouckewen (FLNKS-UC)
- membres par formation politique : 
  - FLNKS-UC (indépendantistes) : six élus
  - FCCI (indépendantistes) : deux élus
  - LKS (indépendantistes) : deux élus.
  - FLNKS-UNI-Palika (indépendantistes) : deux élus
  - RPCR (anti-indépendantistes) : deux élus

Mais le résultat des élections de 1999 dans les îles Loyauté ont néanmoins rapidement été contestés par les trois autres formations disposant de sièges à l'assemblée : le LKS, la FCCI et le RPCR (deux sièges chacun). En effet, ceux-ci dénoncent un certain nombre d'irrégularités ayant eu lieu dans le déroulement du scrutin telles que remarquées par la commission de recensement général des votes de la province. 
Tout d'abord, le nombre de votants diffère entre les procès verbaux de certains bureaux de vote et les listes d'émargement. De plus, des incidents relatifs aux procédures de dépouillement ont été mis en avant comme l'absence de feuilles de pointage dans certains bureaux de vote, des procès verbaux incomplets ou au contraire surchargés ou encore des feuilles de dépouillement illisibles ou non signées. Mais surtout, le problème principalement mis en avant par ces forces d'opposition fut les signatures répétées de mêmes électeurs dans plusieurs bureaux de vote, notamment dans celui de Maré 5 où un citoyen a signé trente fois sur la liste d'émargement. Il s'agissait essentiellement alors d'une conséquence du trop grand nombre de procurations accordées aux Îles Loyauté, dont une grande partie des inscrits vit sur la Grande Terre pour y travailler.
Devant ces irrégularités, une requête pour annuler les élections fut rapidement déposée devant le Conseil d'État par le LKS, soutenu dans sa démarche par la FCCI et le RPCR. L'arrêt rendu par la plus haute juridiction administrative française le 15 mai 2000 leur donne raison et de nouvelles élections sont organisées dans les Îles Loyauté le 25 juin 2000. 
La nouvelle Assemblée, de 2000 à 2004, est ainsi constituée :
- Président : Robert Xowie (FLNKS-Union calédonienne, maire de Lifou de 1995 à 2001)
- 1er vice-président : Jean-François Lalié (FLNKS-UNI-Palika)
- 2e vice-président : Damien Yeiwéné (FLNKS-UC)
- 3e vice-président : Albert Ouckewen (FLNKS-UC)
- membres par formation politique : 
  - FLNKS-UC (indépendantistes) : six élus
  - « Un nouveau défi pour les îles » (UDI, coalition anti-FLNKS) : six élus :
    - LKS (indépendantistes) : deux élus,
    - RPCR (anti-indépendantistes) : deux élus,
    - FCCI (indépendantistes) : deux élus,

  - FLNKS-UNI-Palika (indépendantistes) : deux élus

### Historique des présidents de l'Assemblée de la province Îles
- 1989-1995 : Richard Kaloï (FLNKS-UC)
- 1995-1999 : Nidoïsh Naisseline (LKS)
- 1999-2004 : Robert Xowie (FLNKS-UC)
- 2004-2019 : Néko Hnepeune (FLNKS-UC)
- 2019-2024 : Jacques Lalié (UC Renouveau)
- Depuis 2024 : Mathias Waneux (FLNKS-UC)

### Représentant de l'État
C'est également à Wé que se trouvent les services du commissaire délégué de la République (délégué du haut-commissaire de la République pour la province des Îles Loyauté). Celui-ci a pratiquement les mêmes pouvoirs qu'un sous-préfet.

## Enseignement
La province des îles Loyauté donne pour la rentrée de février 2016 les chiffres suivants (public et privé) :
- enseignement primaire : 2 883 élèves (1 356 à Lifou, 837 à Maré, 654 à Ouvéa),
- enseignement secondaire : 2 113 collégiens et lycéens (1 254 à Lifou, 530 à Maré, 329 à Ouvéa).

Sur ce total de 4 996 élèves, 4 895 sont boursiers (2 318 pour Lifou, 1 640 pour Maré, 937 pour Ouvéa), dont 342 lycéens en province Sud (237 de Maré et 105 d'Ouvéa).